# Eugenio Lopez sr.
Eugenio Lopez sr. (Iloilo, 20 juli 1901 - San Francisco, 5 juli 1975) was een Filipijnse ondernemer, politicus en de patriarch van de invloedrijke Lopez-familie.

## Biografie
Eugenio Lopez sr. werd geboren op 20 juli 1901 in Iloilo City, in de centraal in de Filipijnen gelegen eilandengroep Visayas. Hij was de oudste van twee kinderen van Benito Lopez, voormalig gouverneur van de provincie Iloilo. Zijn jongere broer was Fernando Lopez. Na het voltooien van de middelbare school aan de Ateneo de Manilla voltooide hij in 1923 Bachelor of Laws aan de University of the Philippines. Een jaar later slaagde hij voor het toelatingsexamen van de Filipijnse balie (bar exam). Nadien studeerde hij nog aan Harvard Law School.
Na terugkeer in de Filipijnen was hij in eerste instantie werkzaam als advocaat. Gaandeweg begon Lopez aan de opbouw van zijn conglomeraat aan bedrijven. Hij was een pionier in diverse terreinen. Hij richtte lang voor de Tweede Wereldoorlog in Iloilo de Panay Autobus Company Inc. op en was hij de eerste in de Filipijnen die een vloot van dubbeldeksbussen introduceerde. Ook was hij oprichter van Panay Motors Inc. waarmee hij producten van Ford in de Visayas verkocht. In de jaren '30 richtte hij de Iloilo-Negros Air Express Company (INAE) op. Dit was de eerste commerciële luchtvaartmaatschappij in het hele Verre Oosten. Na de Tweede Wereldoorlog richtte hij nog Far East Air Transport op. Later verkocht hij zijn luchtvaartbelangen aan Philippine Airlines. 
Lopez speelde een belangrijke rol in de politieke carrière van Ferdinand Marcos, hetgeen in 1965 uiteindelijk resulteerde in een verkiezing tot president van de Filipijnen. Daarbij werd Fernando Lopez gekozen tot vicepresident van de Filipijnen. Vier jaar later werden beiden herkozen. Gedurende deze tweede termijn raakte hij in conflict met Marcos. De broers Lopez waren van mening dat een meer permanente macht voor Marcos nadelige gevolgen zou hebben voor hun eigen macht en rijkdom. Voordat Marcos in 1972 de staat van beleg uitriep om de Filipijnen daarna op dictatoriale wijze te besturen, werd Lopez algemeen beschouwd als de rijkste man van de Filipijnen. Na het uitroepen van de staat van beleg verloor de familie de controle over onder meer de Manila Chronicle, Meralco ABS-CBN Corporation. Ook werd Eugenio Lopez jr., de oudste zoon van Lopez gearresteerd. Lopez sr. zag zichzelf gedwongen om het land te verlaten en woonde nadien in ballingschap in de Verenigde Staten.
Eugenio Lopez sr. overleed op 5 juli 1975 in San Francisco aan de gevolgen van kanker. Hij was getrouwd met Pacita de Santos Moreno en kreeg met haar vijf kinderen, onder wie Eugenio Lopez jr..